# Moara de Pădure
Moara de Pădure – wieś w Rumunii, w okręgu Kluż, w gminie Băișoara. W 2011 roku liczyła 94 mieszkańców.